# ألين أوروز
ألين أوروز (بالألمانية: Alen Oroz)‏ هو لاعب كرة قدم نمساوي في مركز الدفاع، ولد في 6 سبتمبر 1984 في فيينا في النمسا. لعب مع رابيد فيينا ونادي شيروكي برييغ ونادي فينر.

## وصلات خارجية
- ألين أوروز على موقع عالم كرة القدم.نت (الإنجليزية)